# Mujer noche
«Mujer noche» es una canción compuesta e interpretada por la banda peruana de rock alternativo, Mar de Copas. Es la quinta canción del primer álbum de la banda, Mar de Copas, publicado en 1993, convirtiéndose en un clásico de la banda y un tema muy solicitado en sus presentaciones en vivo.

## Información
La canción fue el primer hit radial de la banda, con Manolo Barrios en la primera voz acompañado por Wicho García, y en los coros Phoebe Condos y Claudia Salem.

## Videoclip
El primer videoclip oficial de la banda estuvo a cargo de Hugo Martínez en la dirección, la edición por Giancarlo Paz, bajo la producción ejecutiva de Patricia Salazar para ARTE VISUAL Producciones.[cita requerida] En el video se puede observar a la formación original de Mar de Copas, conformada por Manolo Barrios, Toto Leverone, Félix Torrealva, Phoebe Condos, Claudia Salem y Wicho García.

## Créditos
- Wicho García: Voz
- Manolo Barrios: Guitarra y voz
- Toto Leverone: Batería
- Félix Torrealba: Bajo
- Phoebe Condos: Teclado y coros
- Claudia Salem: Coros